# Eduardo Duhalde
Eduardo Alberto Duhalde (Pronúncia espanhola: [eˈðwardo alˈβerto ˈðwalde]; Lomas de Zamora, 5 de outubro de 1941) é um advogado e político argentino que serviu como presidente de seu país de 2002 a 2003. Nascido na Grande Buenos Aires, foi eleito para a legislatura local e nomeado prefeito em 1973. Foi deposto durante o golpe de Estado de 1976 e eleito novamente quando a democracia foi restaurada em 1983. Foi o vice-presidente da Argentina de 1989 a 1991, no governo de Carlos Menem.
Duhalde renunciou como vice-presidente e foi eleito governador da província de Buenos Aires em 1991, sendo reeleito em 1995. Concorreu à presidência em 1999, mas foi derrotado por Fernando de la Rúa. De la Rúa renunciou à presidência em meio aos protestos de dezembro de 2001, e o Congresso nomeou o governador da província de San Luis, Adolfo Rodríguez Saá, como presidente. Quando Rodríguez Saá também renunciou, o Congresso nomeou Duhalde. Durante seu mandato, uma enorme desvalorização da moeda e um aumento da taxa de câmbio levaram a uma recuperação gradual. Duhalde apoiou, de forma bem-sucedida, o candidato Néstor Kirchner contra Menem, que tentou um novo mandato presidencial. Teve disputas políticas com Kirchner nos últimos anos e está em grande parte aposentado da política desde a sua derrota na eleição presidencial de 2011.

## Início de vida

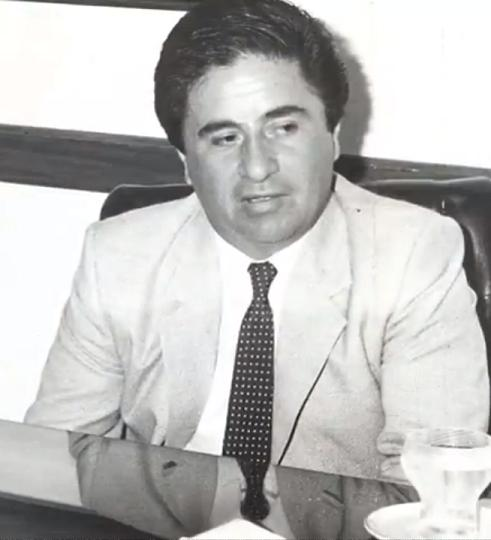
Eduardo Duhalde em 1974.

Eduardo Alberto Duhalde nasceu em Lomas de Zamora, na Grande Buenos Aires. Graduou-se em direito em 1970. Foi eleito para a legislatura da cidade no ano seguinte e a presidiu. Juntou-se ao Partido Justicialista (PJ), e logo se tornou o líder de seu partido local. Foi eleito para a legislatura local de Lomas de Zamora, e indicado seu presidente. A legislatura cassou o prefeito Ricardo Ortiz, bem como Pedro Turner, que foi nomeado prefeito depois. Isso fazia parte de uma reorganização política promovida pelo presidente Juan Perón. Com isso, Duhalde foi nomeado prefeito em 1973. Muitos membros da juventude peronista foram mortos em Lomas de Zamora durante o massacre de Pasco, o qual Duhalde culpou da Aliança Anticomunista Argentina. Foi removido do cargo com o avento do golpe de Estado argentino de 1976. Nos anos seguintes, trabalhou como corretor de imóveis.
O regime democrático foi restaurado em 1983, e Duhalde concorreu para prefeito de Lomas de Zamora. Sendo um centrista, o PJ nomeou-lhe seu candidato em um acordo entre as facções internas opostas. As eleições terminaram com um empate técnico com o candidato da União Cívica Radical (UCR), Horacio Devoy; Duhalde ganhou por apenas setecentos votos. Houve um empate nas eleições para a legislatura local, já que tanto o PJ quanto o UCR elegeram onze legisladores. Duhalde reportou que um coronel procurou seu apoio para um possível golpe contra o recém-eleito presidente Raúl Alfonsín. Duhalde se recusou e denunciou o ocorrido diretamente ao próprio Alfonsín. Foi eleito deputado nacional em 1987 e tornou-se vice-presidente da Câmara dos Deputados argentina. Também estabeleceu uma comissão para combater a dependência de drogas.

## Vice-presidente e governador

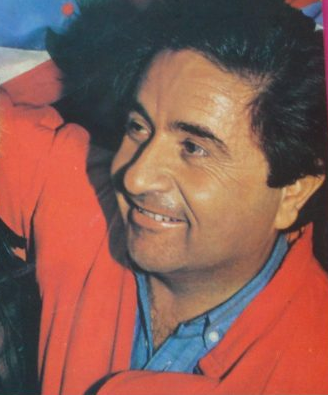
Duhalde em 1988.

O PJ realizou eleições primárias para a eleição presidencial de 1989 entre Carlos Menem, governador de La Rioja, e Antonio Cafiero, governador da província de Buenos Aires. Menem ganhou a primária e escolheu Duhalde como seu companheiro de chapa; ambos foram eleitos na eleição geral. Duhalde não gostava do trabalho legislativo, e preferia trabalhar com a administração de um distrito. Menem sugeriu ao vice que concorresse ao governo da populosa província de Buenos Aires, o que Duhalde aceitou com a condição do governo repassar grandes quantidades de recursos. Esta proposta foi apoiada no Congresso por Alfonsín, que levou a uma aliança constante entre ambos os políticos. Duhalde foi eleito governador, encerrando a influência política do governador Antonio Cafiero.
Duhalde pretendia concorrer à presidência em 1995, após o primeiro mandato de Menem no cargo. Menem promoveu a alteração de 1994 da Constituição argentina que lhe permitiu concorrer a um segundo mandato consecutivo como presidente. Incapaz de derrotar Menem nas eleições primárias, Duhalde promoveu uma emenda na constituição provincial, para também permitir sua reeleição como governador. O PJ não conseguiu garantir a maioria da câmara constituinte, e os três partidos opositores (UCR, Frente Grande e MODIN) uniram forças em uma "tripla aliança" para evitar a sanção da reeleição. Eventualmente, o MODIN mudou de lado e apoiou a reeleição, com a condição de que um referendo provincial aprovasse a proposta. O referendo permitiu a reeleição de Duhalde, que também ganhou as eleições gerais. Menem também foi reeleito na eleição presidencial de 1995, e Duhalde aumentou suas críticas ao presidente, afirmando que ele deveria deixar as políticas neoliberais e liderar um governo mais perto das doutrinas peronistas.
Como a nova constituição permitiu a reeleição uma única vez, o PJ iniciou uma discussão interna sobre a liderança do partido após a presidência de Menem. Duhalde anunciou suas intenções de concorrer à presidência em 1999 pouco depois das eleições de 1995, levando a uma ferrenha disputa com Menem. O presidente promoveu uma campanha publicitária denominada "Menem '99", apesar dos limites de mandato, para evitar ser considerado um "pato manco." Também encorajou o governador de Tucumán, Palito Ortega, a concorrer à presidência. A imagem política de Duhalde foi manchada por uma série de escândalos que ocorreram e questões reveladas por jornalistas investigativos. Alguns dos escândalos foram relacionados ao governo nacional, como o escândalo sobre as vendas de armas argentinas ao Equador e à Croácia, e prejudicou a reputação de todo o PJ. Outros escândalos envolveram Duhalde mais diretamente, como os casos de corrupção na polícia provincial de Buenos Aires e o assassinato do fotógrafo de notícias José Luis Cabezas. O PJ perdeu as eleições de meio de mandato de 1997, e Menem renovou a campanha "Menem '99". Entretanto, a Suprema Corte decidiu que sua tentativa de concorrer a outro mandato presidencial era inconstitucional. Ortega concorreu a vice-presidente na chapa com Duhalde, mas ambos foram derrotados pelo radical Fernando de la Rúa.
O governo de de la Rúa enfrentou uma crise econômica e os protestos de 2001, e o presidente renunciou dois anos depois de assumir. De la Rúa pensou que Duhalde havia organizado um golpe de Estado contra ele. Rodolfo Terragno, chefe do Gabinete dos Ministros de de la Rúa, pensou, em vez disso, que a crise era o resultado exclusivo da manutenção da paridade peso-dólar apesar dos custos gerados. Duhalde e outros peronistas entrevistados por Ceferino Reato para o livro Doce noches disseram que o PJ não tinha interesse em remover de la Rúa do poder, uma vez que ele era tão impopular que o partido ganharia a eleição presidencial de 2003 sem grandes problemas.

## Presidência (2002-2003)

### Nomeação

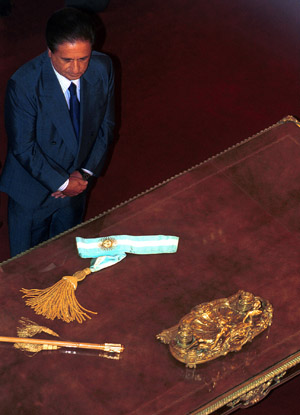
Duhalde assumindo o cargo de presidente da Argentina.

De la Rúa liderou o país durante uma crise econômica e renunciou em meio aos protestos de dezembro de 2001. Como seu vice-presidente já havia renunciado meses antes, o Congresso foi convocado a nomear um novo presidente. Onze províncias pouco populadas e governadores peronistas formaram um bloco, a "Frente Federal", e reuniram os votos necessários para nomear o governador da província de San Luis, Adolfo Rodríguez Saá. As primeiras ações administrativas de Rodríguez Saá provocaram novos protestos, e o PJ não o apoiou totalmente. Ele pediu uma reunião com governadores em Chapadmalal, mas apenas seis dos 23 governadores participaram. Ele renunciou alguns dias depois, e acusou Duhalde de conspirar contra ele, juntamente com o governador de Córdoba, José Manuel de la Sota.
O Congresso foi convocado novamente para nomear um novo presidente. A "Frente Federal" foi enfraquecida pelo fracasso de Rodríguez Saá, e as províncias com maiores populações aumentaram sua influência. Os prováveis candidatos eram Duhalde, de la Sota e Carlos Ruckauf, o governador da província de Buenos Aires na época. Menem, que ainda tinha legisladores leais a ele, queria evitar que Duhalde se tornasse presidente e propôs nomear o governador de Misiones, Ramón Puerta. Puerta era o presidente interino enquanto o Congresso deliberou pela primeira vez, mas ele se recusou a ser nomeado presidente ou mesmo a servir como presidente interino pela segunda vez (Eduardo Camaño tornou-se o presidente interino em seu lugar). Puerta conversou com Duhalde e opinou que, sem de la Rúa e Álvarez, ele era o político com a maior legitimidade para ser nomeado presidente, uma vez que ficou em segundo lugar na eleição de 1999 e ganhou as eleições legislativas de 2001 na província de Buenos Aires, o distrito da Argentina com a maior população. Alfonsín deu a Duhalde um apoio decisivo, instruindo os legisladores radicais a votarem nele e dando-lhe dois ministros, os radicais Horacio Jaunarena e Jorge Vanossi. Os legisladores leais a Menem acabaram votando em Duhalde. O apoio dos radicais permitiu que Duhalde governasse o país pelo restante do mandato de de la Rúa, em vez de governar por noventa dias e exigindo nova eleição, como foi o caso de Rodríguez Saá. Duhalde foi nomeado presidente em 2 de janeiro de 2002.

### Política econômica

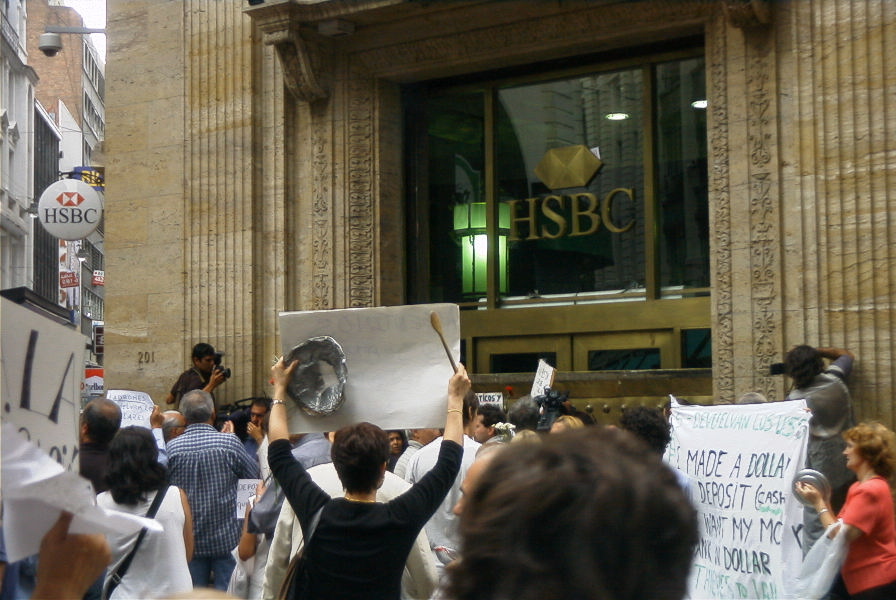
Depositantes protestam em fevereiro de 2002 contra o corralito, que lhes proibiu de retirar dinheiro de suas contas bancárias. A medida foi revogada em dezembro.

Duhalde, Alfonsín, seus partidos, os sindicatos e a Igreja concordaram em promover políticas que aumentassem o crescimento industrial do país. Para este propósito, Duhalde criou o Ministério da Produção, com funções que costumavam pertencer aos ministérios da Economia e das Relações Exteriores. O novo ministro da Produção foi José Ignacio de Mendiguren, chefe da União Industrial Argentina. Alfonsín negociou com ele, em nome de Duhalde, enquanto o Congresso ainda estava escolhendo o novo presidente. Duhalde anunciou em sua posse que revogaria o plano de convertibilidade, considerado a principal causa da crise econômica. Embora Menem tenha proposto uma dolarização total da economia, Duhalde preferiu, em vez disso, manter o peso e ordenar uma desvalorização. Apesar de inicialmente se esperar uma desvalorização de 40%, a taxa de câmbio de um peso para um dólar saltou para três pesos para um dólar, uma desvalorização de 200%. O maior preço do dólar permitiu exportações mais lucrativas, aumento da atividade econômica e um crescimento nas taxas de emprego, em detrimento do custo de vida mais elevado.
As operações financeiras realizadas em dólares foram sujeitas a uma forte substituição de moeda em pesos, a "pesificação." Houve disputas sobre a taxa de câmbio dessa substituição, já que o preço do dólar no mercado aberto forçaria a maioria das empresas e devedores individuais a falirem. A política inicial era fazer substituições de um a um para as operações abaixo de 100 000 dólares. Outro conflito foi o corralito, imposto por de la Rúa, que tentou impedir a corrida aos bancos, proibindo a retirada de dinheiro das contas bancárias. Duhalde prometeu em seu discurso de posse que "aquele que depositou dólares receberá dólares." O ministro da Economia, Jorge Remes Lenicov, assinalou que isso seria impossível, já que o valor de dólares exigido era maior do que as reservas cambiais do Banco Central. Duhalde reconheceu duas semanas depois que estava enganado. As contas bancárias em dólares seriam "pesificadas" a uma taxa de câmbio de 1.4, e o Estado financiou os bancos pelas diferentes taxas com outras operações. Os impostos dos serviços públicos foram "pesificados" e fixados em seus valores atuais. A maioria das indústrias beneficiou-se da "pesificação" e da desvalorização, já que poderiam exportar a preços mais altos, e a economia começou a melhorar. O aumento no preço internacional da soja em julho de 2002 também se mostrou altamente benéfico. A desvalorização também aumentou o preço dos produtos importados, o que permitiu a industrialização por substituição de importações. À medida que os preços locais se tornaram baratos em dólares, o turismo internacional no país aumentou. O Estado nacional absorveu as dívidas das províncias e os títulos utilizados como moeda alternativa, desde que transferissem o poder de emitir títulos.
Jorge Remes Lenicov renunciou em abril, juntamente com os ministros de Mendiguren e Capitanich. Governadores peronistas, legisladores e líderes sindicais reuniram-se na Quinta de Olivos em meio a rumores de que Duhalde designaria o populista Daniel Carbonetto como ministro da Economia. Eles deram todo seu apoio ao presidente e às políticas econômicas implementadas até então. Com isso, Duhalde nomeou o conservador Roberto Lavagna. Lavagna era o embaixador argentino na União Europeia, e trocou seu cargo com Remes Lenicov. Ele foi sugerido pelo governador Carlos Ruckauf e apoiado por Alfonsín. Lavagna estabilizou os preços e a taxa de câmbio com rigorosas políticas fiscais e monetárias, e impediu que a crise se transformasse em uma hiperinflação. A recuperação também se beneficiou da capacidade ociosa da economia.

### Política interna
No plano político, a presidência de Duhalde foi fortemente influenciada por sua disputa com Menem. Menem queria concorrer a um novo mandato como presidente na eleição de 2003, e Duhalde queria impedi-lo de vencer. Para este fim,  procurou outros candidatos que poderiam derrotar o ex-presidente. Alguns desses potenciais candidatos foram Carlos Reutemann, José Manuel de la Sota, Mauricio Macri, Adolfo Rodríguez Saá, Felipe Solá e Roberto Lavagna, mas nenhuma dessas negociações foi bem-sucedida. O escândalo sobre a morte dos piqueteros Maximiliano Kosteki e Manuel Santillán no massacre de Avellaneda forçou Duhalde a anteceder a eleição em seis meses. Como resultado, escolheu Néstor Kirchner, governador da província de Santa Cruz, apesar de suas ressalvas. Kirchner estava em quinto lugar na eleição, e era geralmente desconhecido pelo público. Duhalde especulou que, embora Menem tivesse um grande número de eleitores dispostos a apoiá-lo, ele também era muito impopular. Assim, Menem poderia ter ganho as eleições, mas se os resultados exigissem um segundo turno, a maioria da população se reuniria em torno de qualquer candidato com chances de vencê-lo.
Para prejudicar as chances de Menem ainda mais, a eleição de 2003 usou uma variante da Ley de Lemas por uma única vez. Desta forma, os peronistas Menem, Kirchner e Rodríguez Saá não concorreram nas eleições primárias, mas enfrentaram-se diretamente na eleição geral. Nenhum dos três candidatos concorreu pelo Partido Justicialista, e partidos foram criados para a ocasião: Menem representou a "Frente para Lealdade", Kirchner a "Frente para a Vitória" e Rodríguez Saá (que concorreu para presidente como crítico de Duhalde) a "Frente do Movimento Nacional e Popular." Também foi anunciado que Lavagna ficaria como ministro da Economia durante uma presidência de Kirchner, para capitalizar o apoio às políticas econômicas em andamento. Menem derrotou Kirchner no primeiro turno, beneficiado-se pela falta de candidatos populares, mas desistiu de disputar o segundo turno, temendo que perderia esta nova etapa da votação.

### Política externa

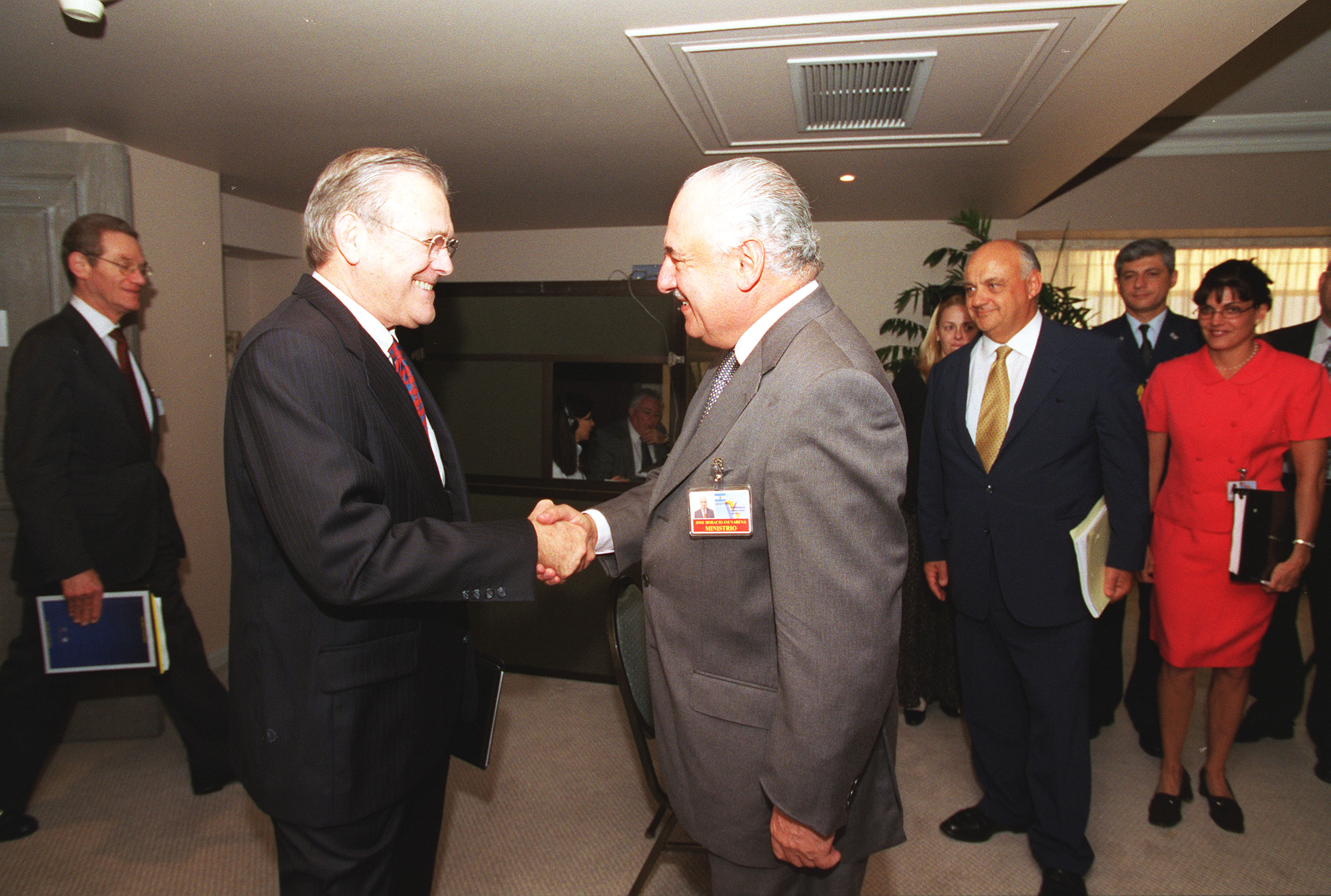
O secretário de Defesa dos EUA, Donald Rumsfeld, com o ministro da Defesa da Argentina, Horacio Jaunarena.

Duhalde foi nomeado presidente após os ataques de 11 de setembro, quando a política externa dos Estados Unidos estava estritamente focada na Guerra ao Terror. Inicialmente, a sociedade argentina estava dividida em como gerenciar as relações bilaterais com os Estados Unidos. Um grupo queria manter as relações próximas da década anterior, já que a Argentina poderia precisar de ajuda externa para lidar com a crise. O outro grupo preferia manter relações mais distantes. Duhalde procurou encontrar um equilíbrio entre as duas opções e, eventualmente, se inclinou para o segundo quando os EUA se recusaram a ajudar a Argentina.
A Argentina votou nas Nações Unidas condenando as violações dos direitos humanos em Cuba, mas se recusou a enviar forças militares para o Afeganistão e o Iraque. Ainda assim, Duhalde propôs enviar tropas de manutenção da paz e criticou fortemente o regime de Saddam Hussein e o terrorismo internacional. Duhalde aumentou sua crítica aos Estados Unidos durante os últimos meses de seu governo e mudou o voto em relação a Cuba para uma abstenção. Essas mudanças foram motivadas pela próxima eleição de 2003. Menem, que estava se candidatando a um terceiro mandato como presidente, apoiou o voto condenando Cuba e a ajuda militar aos Estados Unidos.
A desvalorização causou um conflito diplomático com a Espanha, uma vez que Duhalde não permitiu que os prestadores de serviços espanhóis elevassem impostos. Até aquele momento, eles receberam seus rendimentos de acordo com a taxa de câmbio do dólar, e pretendiam aumentar os impostos para compensar suas perdas. O governo argentino considerou que os efeitos da crise já eram suficientemente graves para as pessoas, e novos aumentos de preços só piorariam a situação. José María Aznar, primeiro-ministro da Espanha, conversou com Duhalde em nome das empresas espanholas. Os impostos não foram aumentados, mas Aznar ficou em bons termos com Duhalde e ratificou as boas relações com o país, independentemente do vencedor da eleição de 2003.

## Pós-presidência

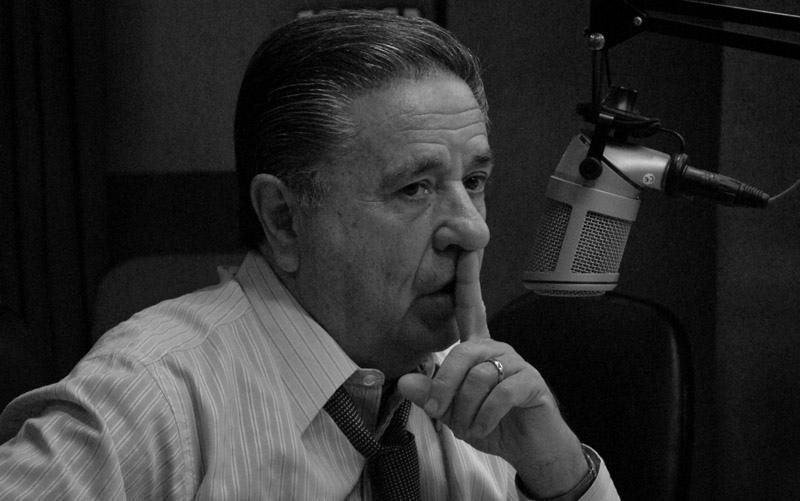
Duhalde durante a campanha de 2011.

Duhalde foi sucedido por Kirchner em 25 de maio de 2003. Kirchner logo se distanciou de Duhalde e removeu todas as pessoas próximas a Duhalde do governo para reduzir sua influência política. Kirchner também buscou apoiadores em todos os espectros sociais e políticos para combater a influência de Duhalde dentro do partido. No entanto, ambos os políticos deixaram a disputa de lado para unirem-se durante as eleições legislativas de 2003, realizadas em outubro. A disputa continuou nas eleições de meio de mandato de 2005. Sem consenso no PJ para um único candidato para senador da província de Buenos Aires, ambos os líderes tiveram suas respectivas esposas candidatas ao cargo: Hilda González de Duhalde pelo PJ, e Cristina Fernández de Kirchner pela Frente Para a Vitória, que foi mantida pelos Kirchner. A Frente para a Vitória obteve mais votos, mas tanto Cristina quanto Hilda, cujo partido ficou em segundo lugar, foram eleitas.
Em 23 de dezembro de 2009, Duhalde anunciou sua intenção de concorrer à presidência na eleição de 2011. Néstor Kirchner foi sucedido por Cristina Kirchner na presidência, ficando como uma figura altamente influente, e ainda não estava claro qual dos Kirchner concorreria em 2011. Muitos prefeitos da província de Buenos Aires não sabiam se apoiariam Duhalde ou os Kirchner. Duhalde organizou a facção Peronismo Federal, composta por membros do PJ que se opunham aos Kirchner. Néstor Kirchner morreu em outubro de 2010; o subsequente funeral do Estado interrompeu a campanha por alguns meses.
O Peronismo Federal organizou eleições primárias para a eleição presidencial de 2011 entre Duhalde e o governador Alberto Rodríguez Saá. Os governadores Felipe Solá e Mario Das Neves retiraram suas candidaturas. Duhalde retirou sua candidatura perto do final das eleições primárias. Como único candidato, Rodríguez Saá concorreu pelo Peronismo Federal, que se aliou com outros partidos provinciais à coalizão Compromisso Federal. Duhalde também concorreu para presidente, pelo partido União Popular. Ele recebeu quase 6% dos votos na eleição geral, uma grande diferença em relação ao número de votos dos principais candidatos, e Hilda Duhalde não foi reeleita senadora. Em 2017, anunciou que pretendia concorrer à presidência do PJ.

## Vida pessoal
Duhalde trabalhou como salva-vidas antes de iniciar sua carreira política. Conheceu Hilda González em uma piscina em 1970 e se casaram no ano seguinte; eles tiveram cinco filhos. O casal mora em uma casa de campo em San Vicente chamada de "Don Tomás", em homenagem ao pai de Duhalde. A casa tinha sido doada para a criação de um centro de acolhimento que nunca foi construído, e foi recuperada por Duhalde. O local reconstruído inclui um grande bosque, uma piscina, um campo de tênis e um lago artificial.
Duhalde se aposentou em grande parte da política desde sua derrota na eleição de 2011. Procurou uma reparação com Menem por conta de sua rivalidade política passada, e o encontrou durante a posse do Papa Francisco no ano de 2013. Eles tiveram uma reunião privada na casa de Menem, e Menem informou que eles encontravam-se em condições pacíficas. Eles se encontraram anteriormente em circunstâncias semelhantes em 2005, durante o funeral do Papa João Paulo II.

## Nota
- Este artigo foi inicialmente traduzido, total ou parcialmente, do artigo da Wikipédia em inglês cujo título é «Eduardo Duhalde», especificamente desta versão.